# セントラルコースト (カリフォルニア州)
カリフォルニア州のセントラルコースト（英: Central Coast of California）は、太平洋岸のモントレー湾とポイント・コンセプションの間の海岸部である。郡ではサンタクルーズ郡、サンベニト郡、モントレー郡、サンルイスオビスポ郡およびサンタバーバラ郡に掛かっている。ベンチュラ郡北部も含められることがあるが、サンタクルーズ郡とサンベニト郡はサンフランシスコ・ベイエリアの一部と考えられることが多い。
セントラルコーストにはセントラルコースト・ワイン生産地域が入っている。

## 歴史
セントラルコーストには少なくとも紀元前1万年からチュマシュ族などのインディアンが住んでいた。その集落の多くは海岸にあり、人々は海洋資源を採取し、太平洋に流れ込む清水の近くに住んでいた。例えば、モロ・クリークやロスオソス・クリークの河口近くにはかなりの大きさの集落があった。
1542年にフアン・ロドリゲス・カブリロが南から船で北上したときに、セントラルコーストを訪れてサンタバーバラ郡となった地域に上陸した。

## 産業と大学
セントラルコースト地域は主に農業と観光で知られている。主な産品はレタス、イチゴおよびチョウセンアザミである。サリナス・バレーはアメリカ合衆国の中でも最大級に肥沃な農作地域である。観光地としては、モントレーのキャナリー・ロウ、モントレー湾水族館、カーメル・バイ・ザ・シーの劇場、画廊と白砂の海浜、ペブルビーチとモントレー半島のゴルフ場、ビッグサーの岩がちな海岸線、およびサンシメオンにあるハーストキャッスルがある。
セントラルコースト地域は人口が多くない。地域最大の都市は人口約15万人のサリナスである。カリフォルニア大学のキャンパスが地域の北端であるサンタクルーズと南縁にあるサンタバーバラにある。1994年に開校したカリフォルニア州立大学モントレー湾校はセントラルコースト地域そのものの中にあり、オード砦が軍用から民間用途に転用されたときに寄贈された施設を使っている。サンルイスオビスポにはカリフォルニア・ポリテクニック州立大学サンルイスオビスポ校が1901年に設立された。

## 交通
地域内の交通はほとんど全て自家用車によっている。しかし、モントレー・サリナス交通がモントレー郡内、南は海岸部のビッグサーおよびサリナス・バレーのキングシティまでバス便を運行している。またサンノゼのディリドン駅への接続便も運行している。サンタクルーズ・メトロはサンタクルーズ郡内のバス便を運行しており、サンノゼとカリフォルニア州立大学サンノゼ校との接続、ワトソンビルでのモントレー・サリナス交通との接続便もある。後者は南のサリナスに向かう。またグレイハウンドの長距離バスが地域内大半を走っている。アムトラックはコースト・スターライトとパシフィック・サーフライナーの列車を走らせている。セントラルコーストはロサンゼルス市とサンフランシスコ市という大都市のほぼ中間にあるので、サンルイスオビスポにはアメリカで初めてのモーテルがある。地域内に主要空港は無いが、モントレー、オックスナード、サンタバーバラ、サンタマリア、およびサンルイスオビスポにはコミューター便が発着する地域空港がある。地域内の唯一の幹線道路はアメリカ国道101号線であり、ロサンゼルス市からセントラルコーストの主要自治体の大半を通り、サンフランシスコ市に向かう南北道路である。これより小さいが景観の良い所が多いカリフォルニア州道1号線は海岸の自治体同士を結んでいる。沿線にはビッグサー、モロ湾、サンシメオンがある。

## セントラルコーストの景観

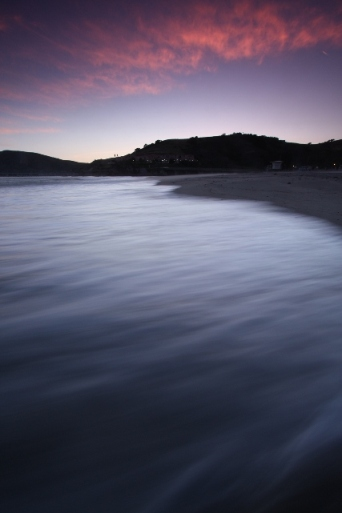
隠れビーチのアビラ・ビーチ
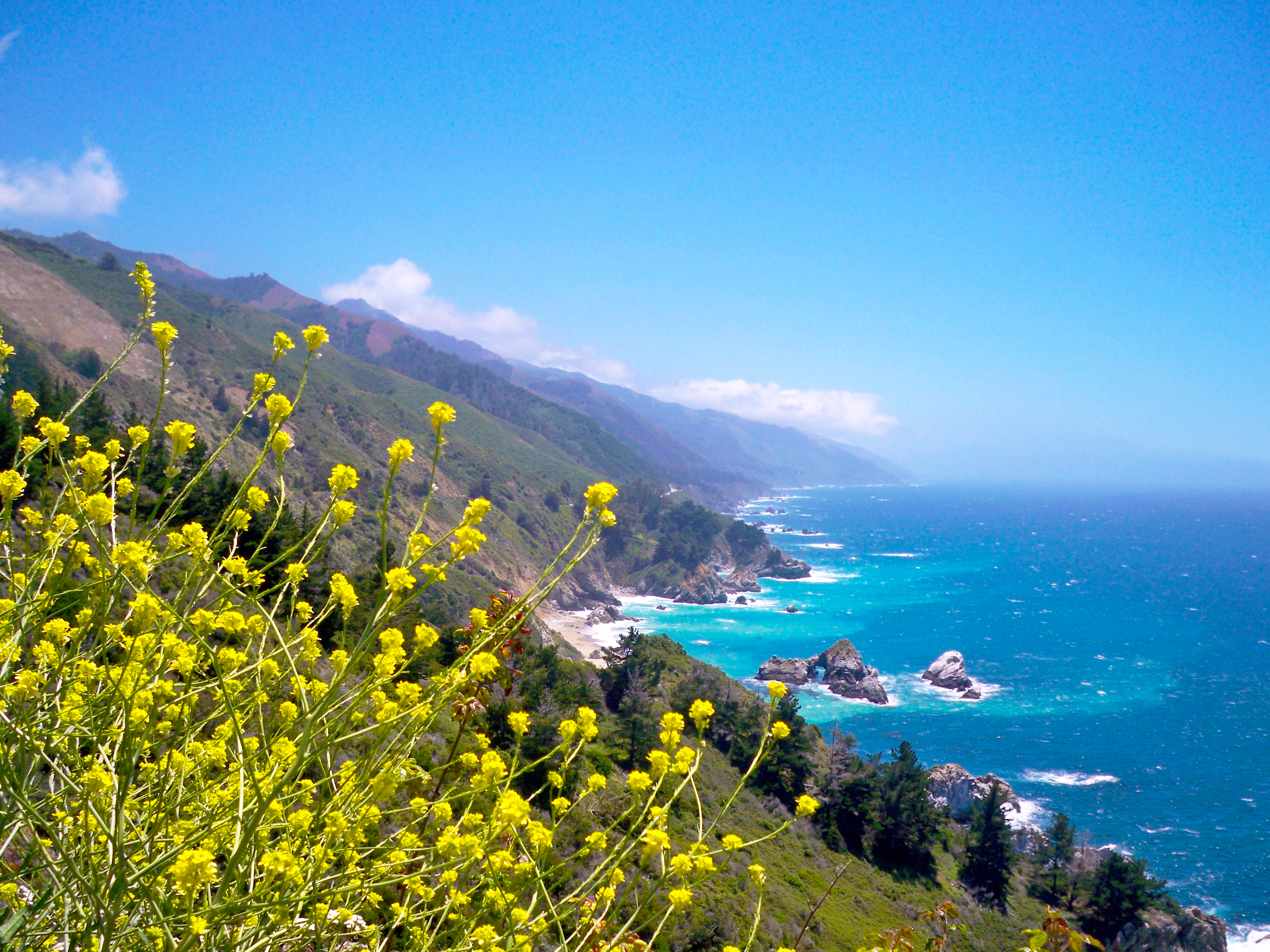
ビッグサーの海岸、ジュリア・ファイファー・バーンズ州立公園の近く
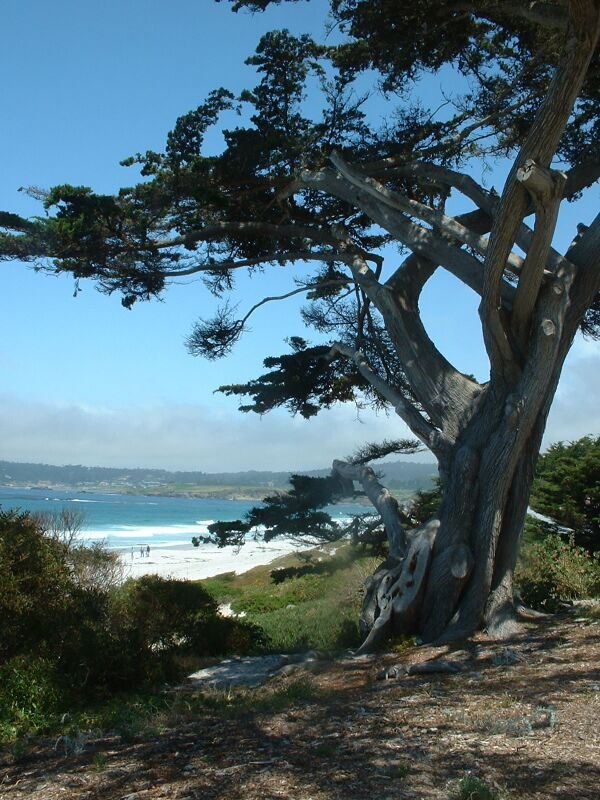
カーメル・バイ・ザ・シーの海浜
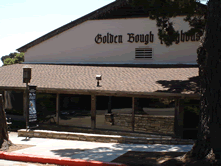
カーメル・バイ・ザ・シー - ゴールデン・バウ・プレイハウス
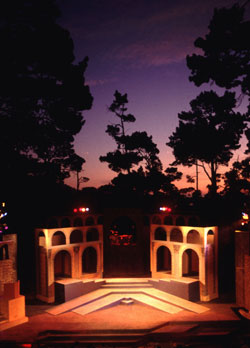
カーメル・バイ・ザ・シー - フォレスト劇場
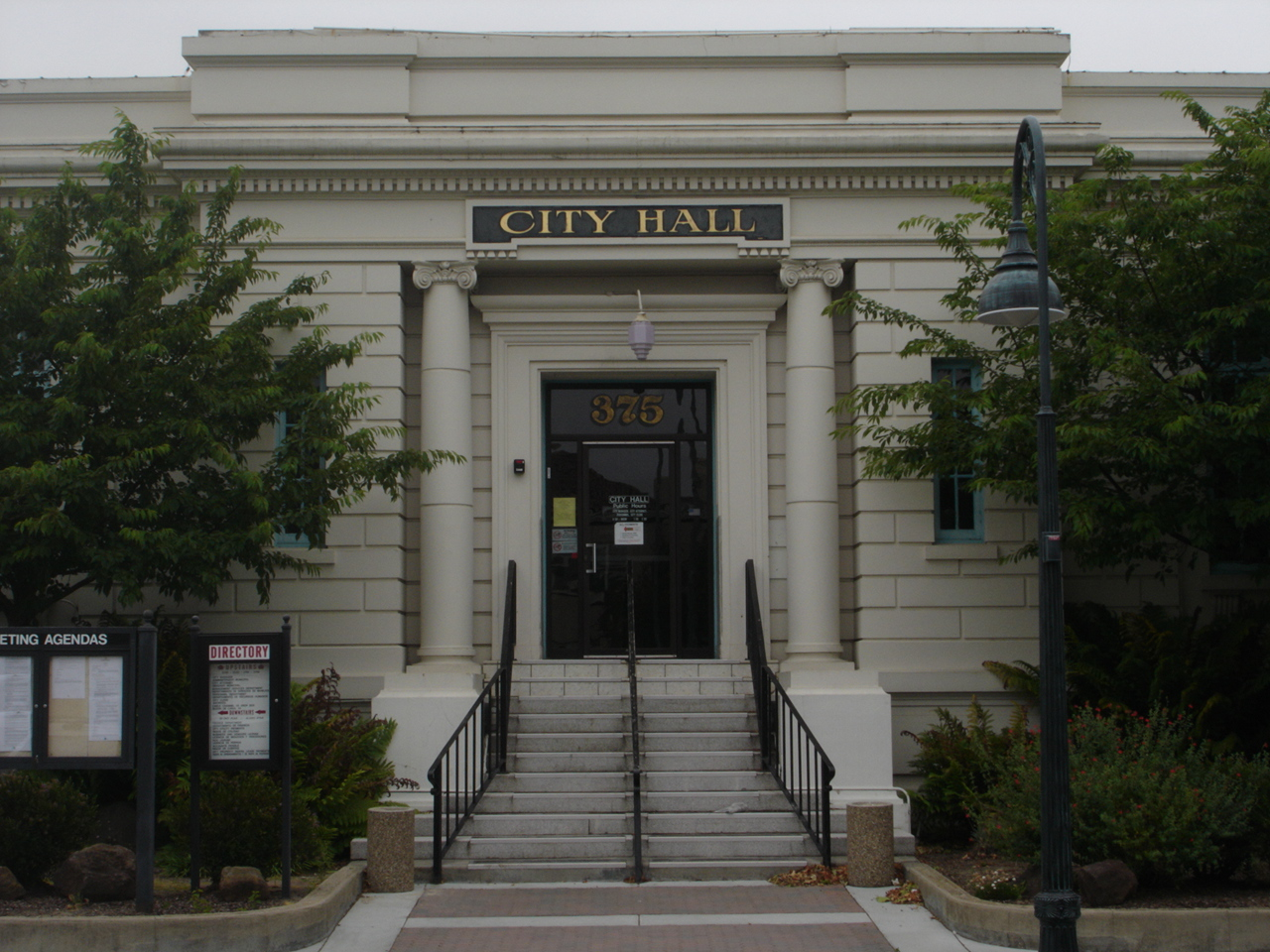
ホリスター - 市役所
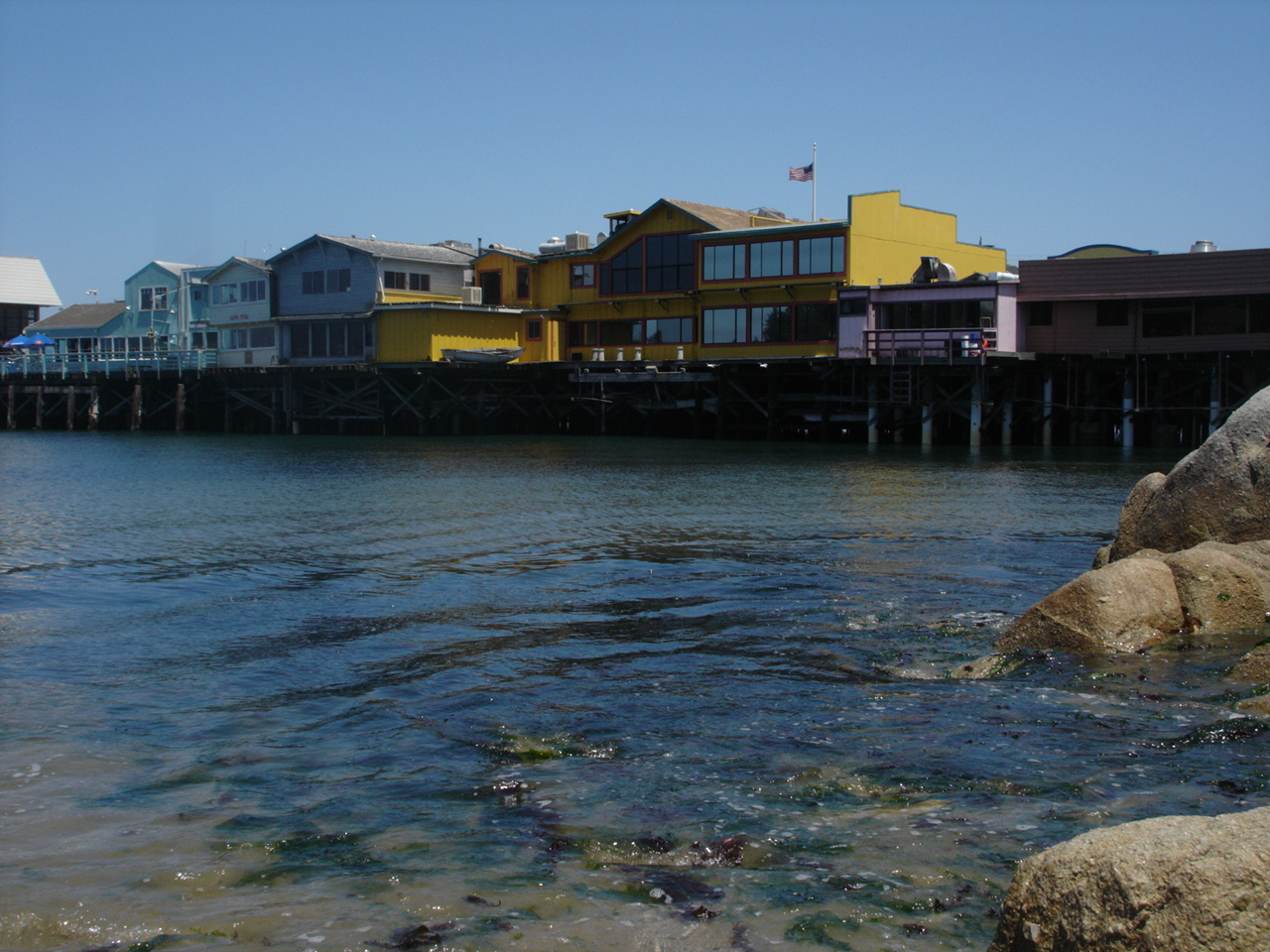
モントレー - フィッシャーマンズワーフ
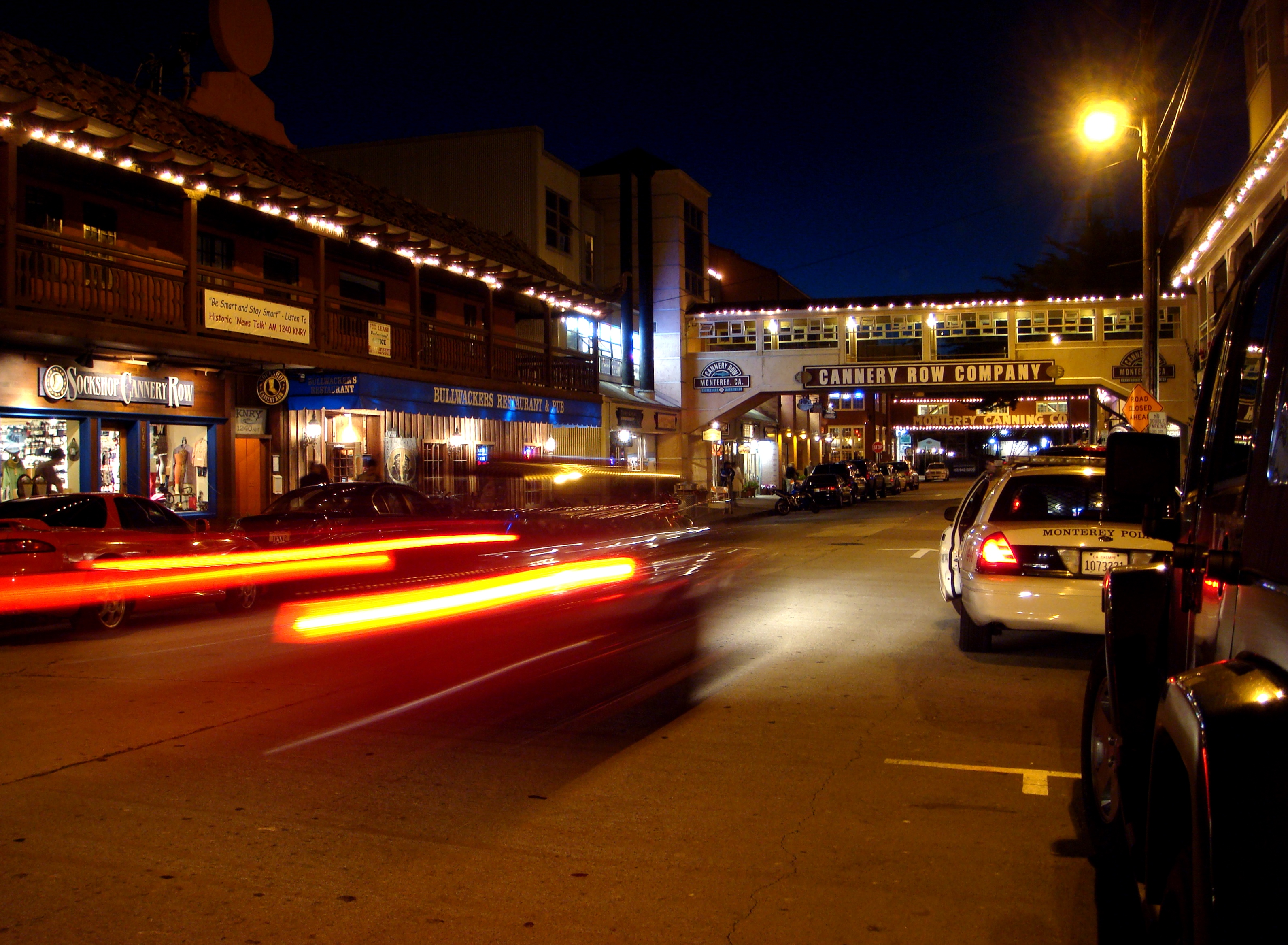
モントレー - 夜のキャナリー・ロウ
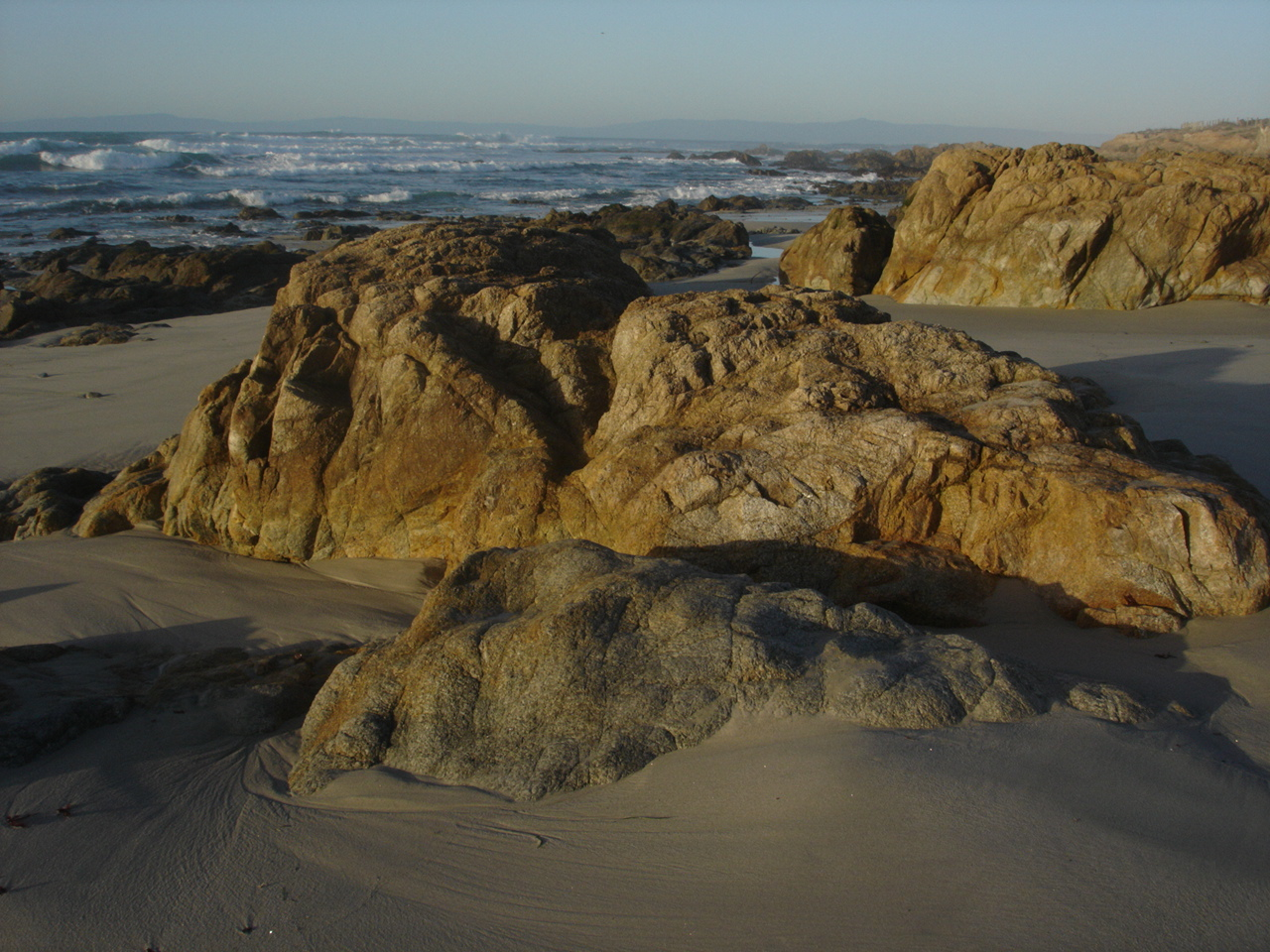
パシフィックグローブ - アシロマー海浜
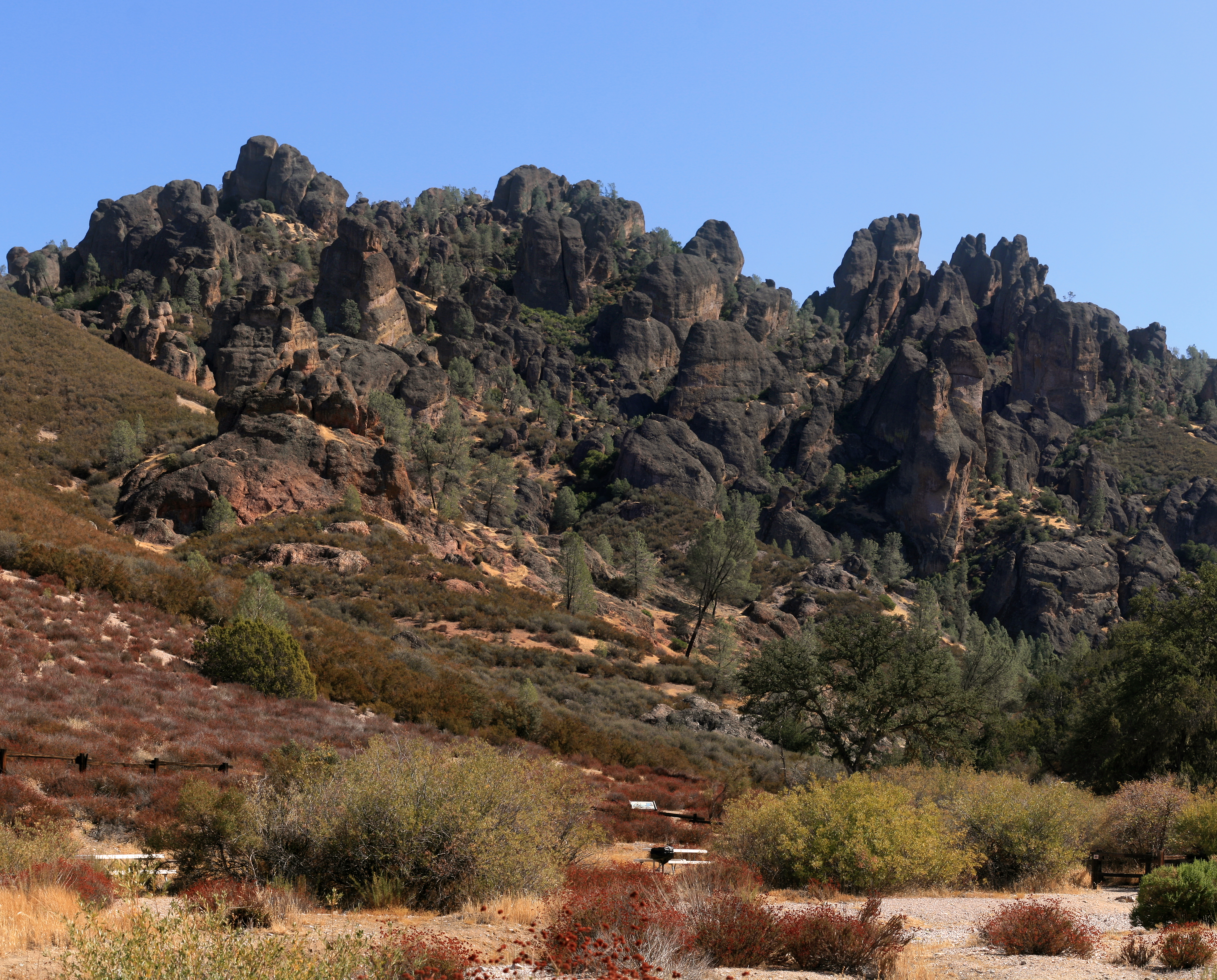
ピナクルズ国立保護区
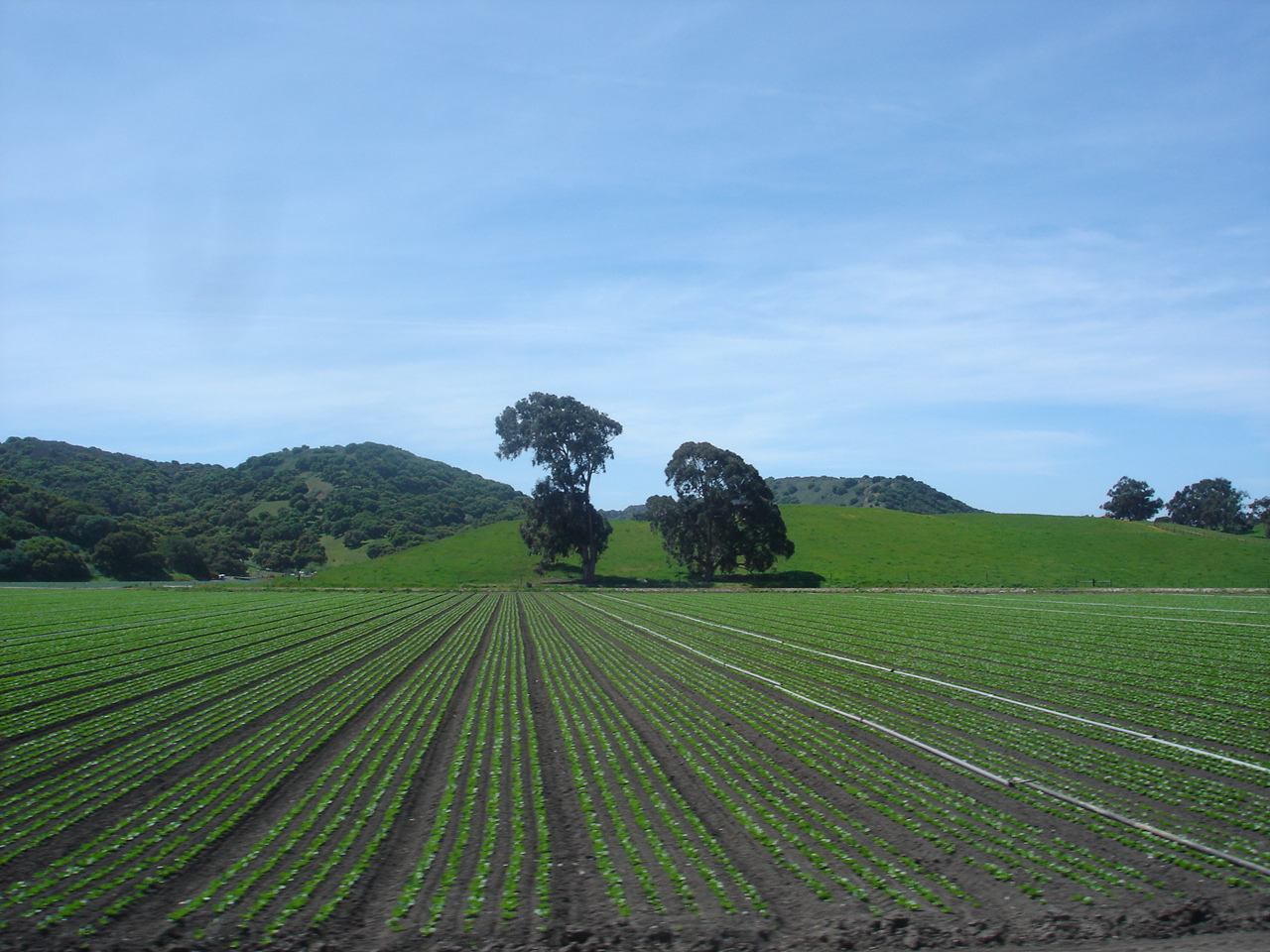
サリナス・バレー - 農業地帯
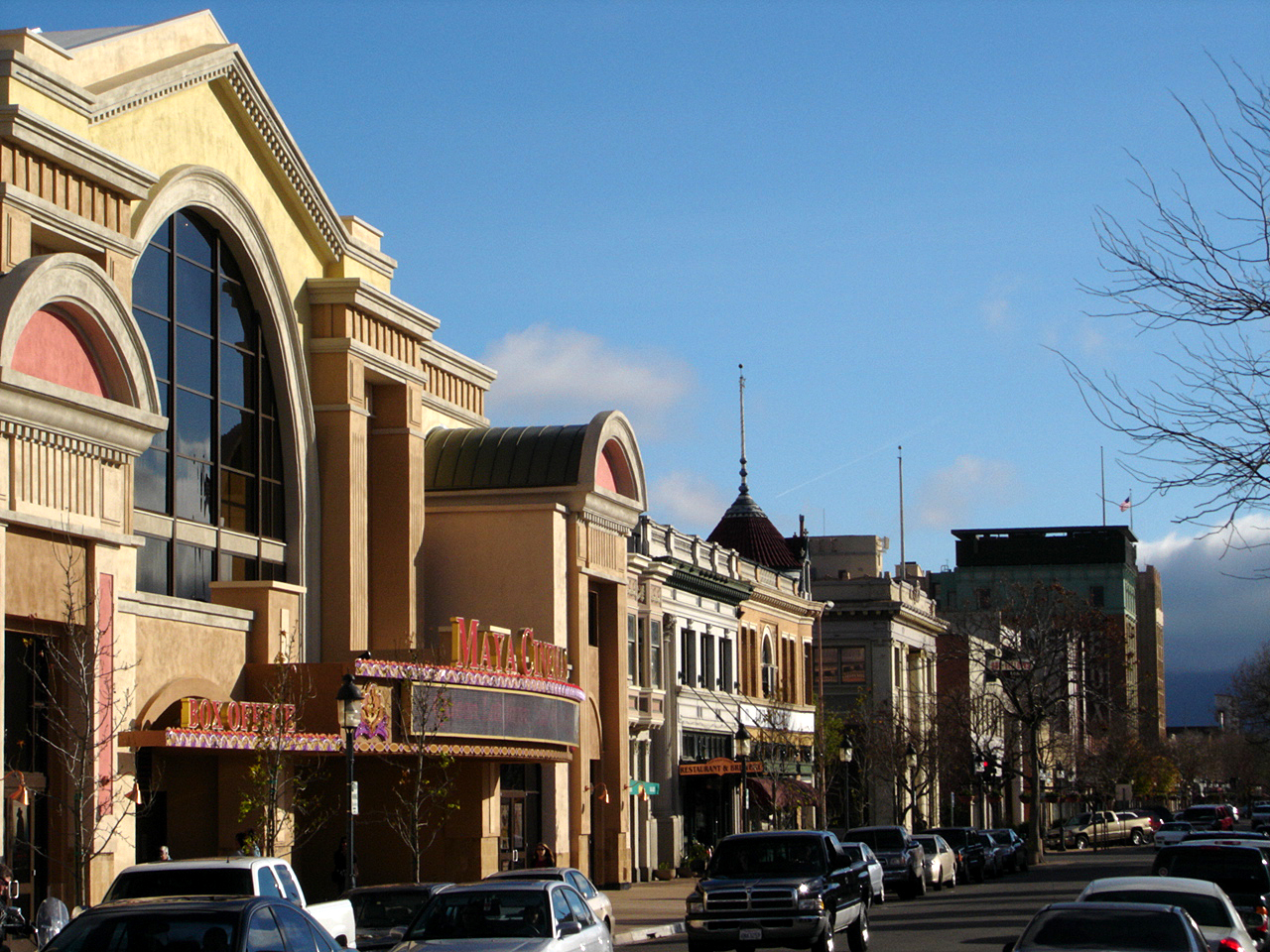
サリナス - 中心街
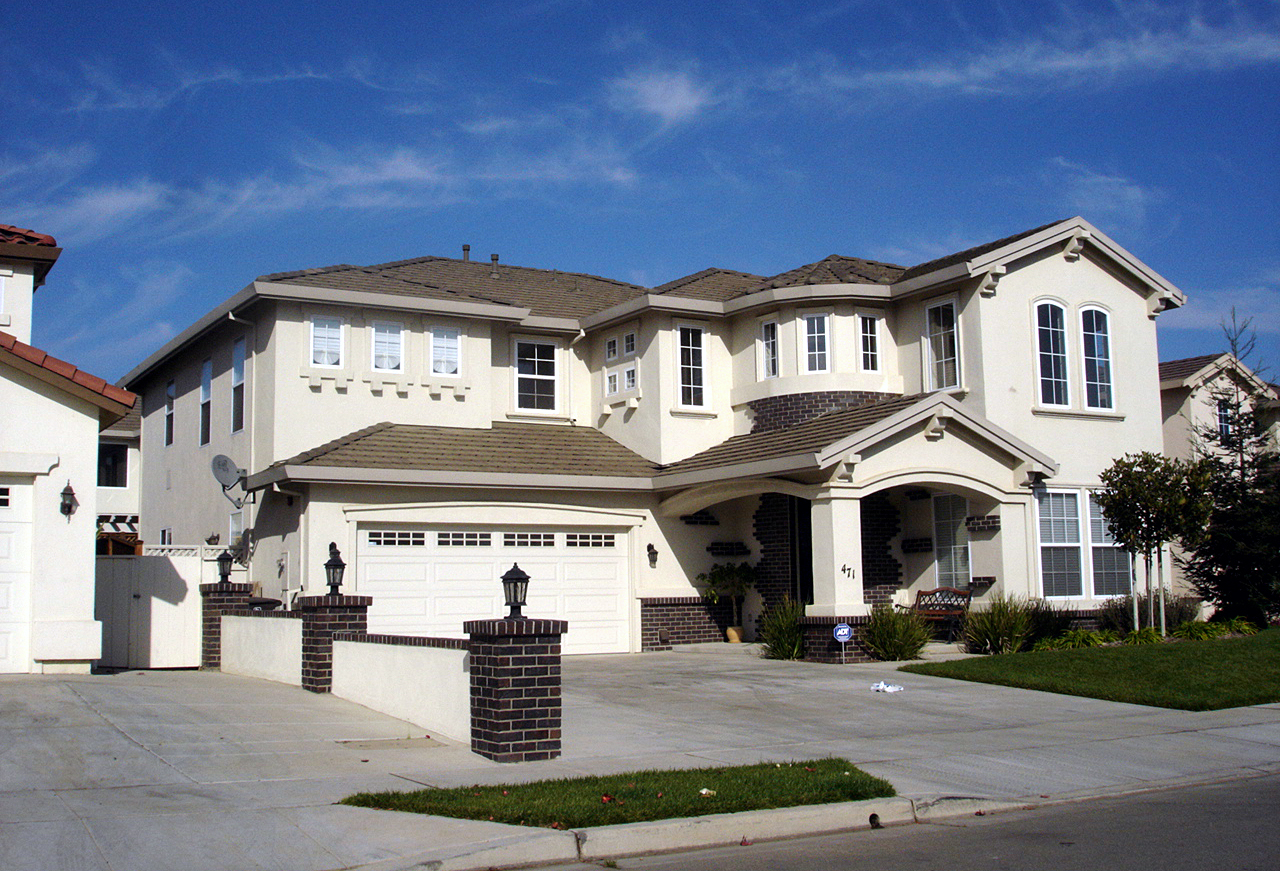
サリナス - ハーデン牧場
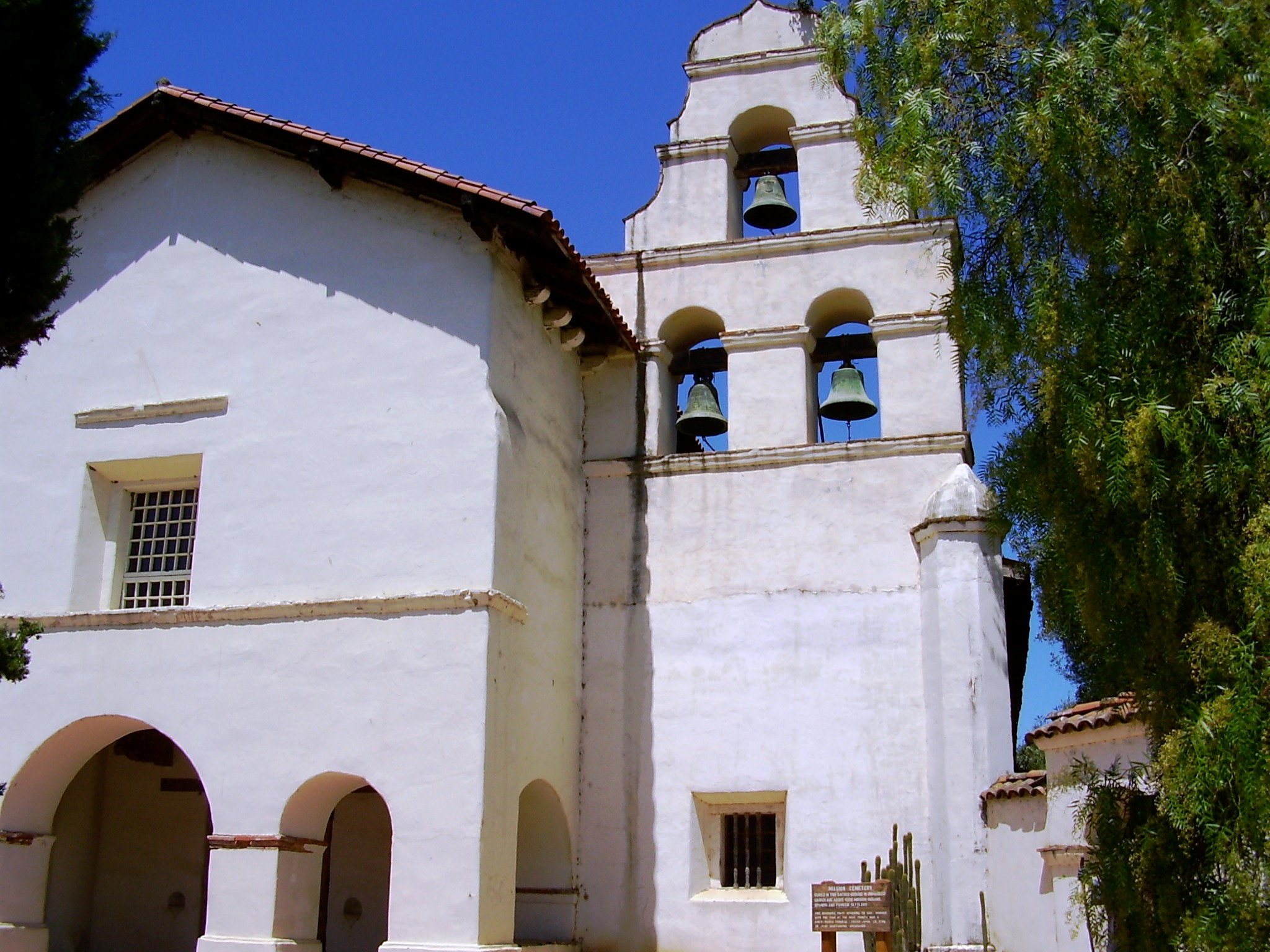
サンフアンバウティスタ - 伝道所
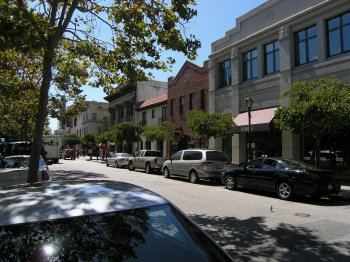
サンタクルーズ ダウンタウン
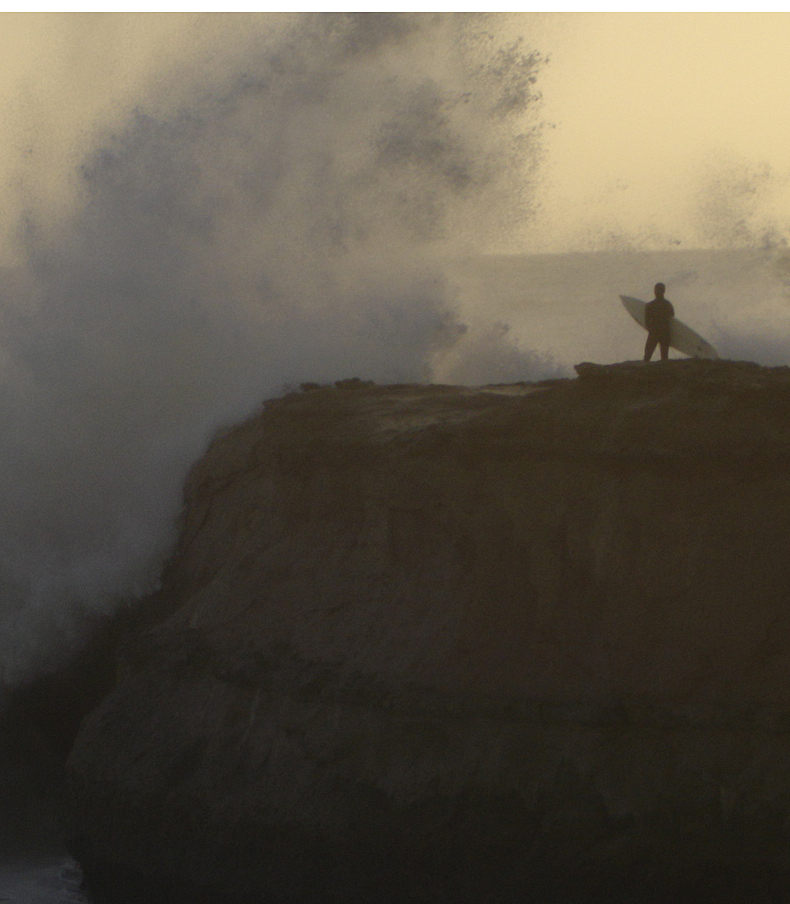
サンタクルーズ - 打ち寄せる波
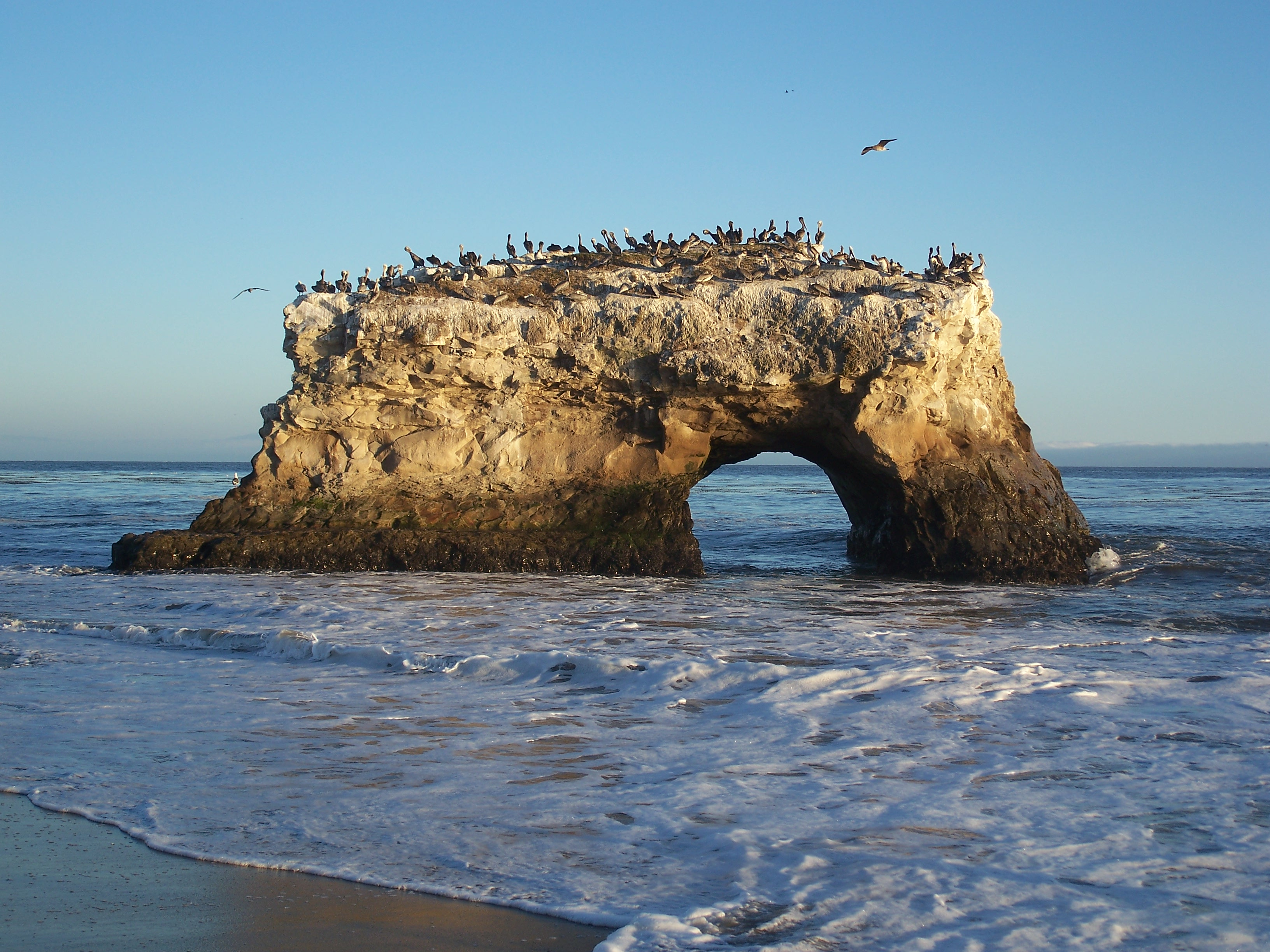
- ナチュラルブリッジ州立海浜
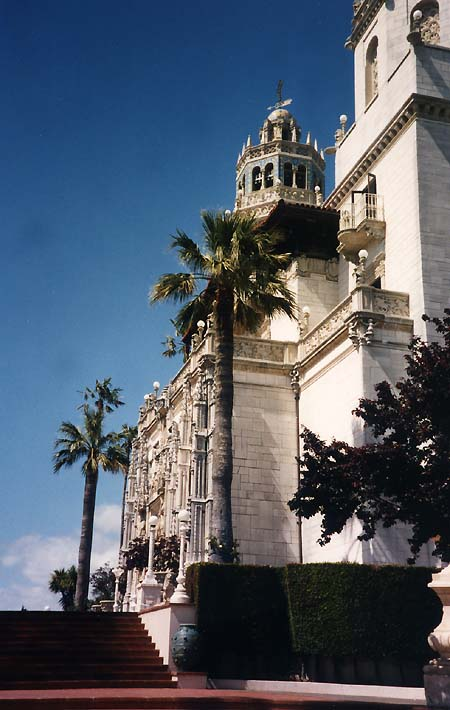
サンシメオン - ハーストキャッスル
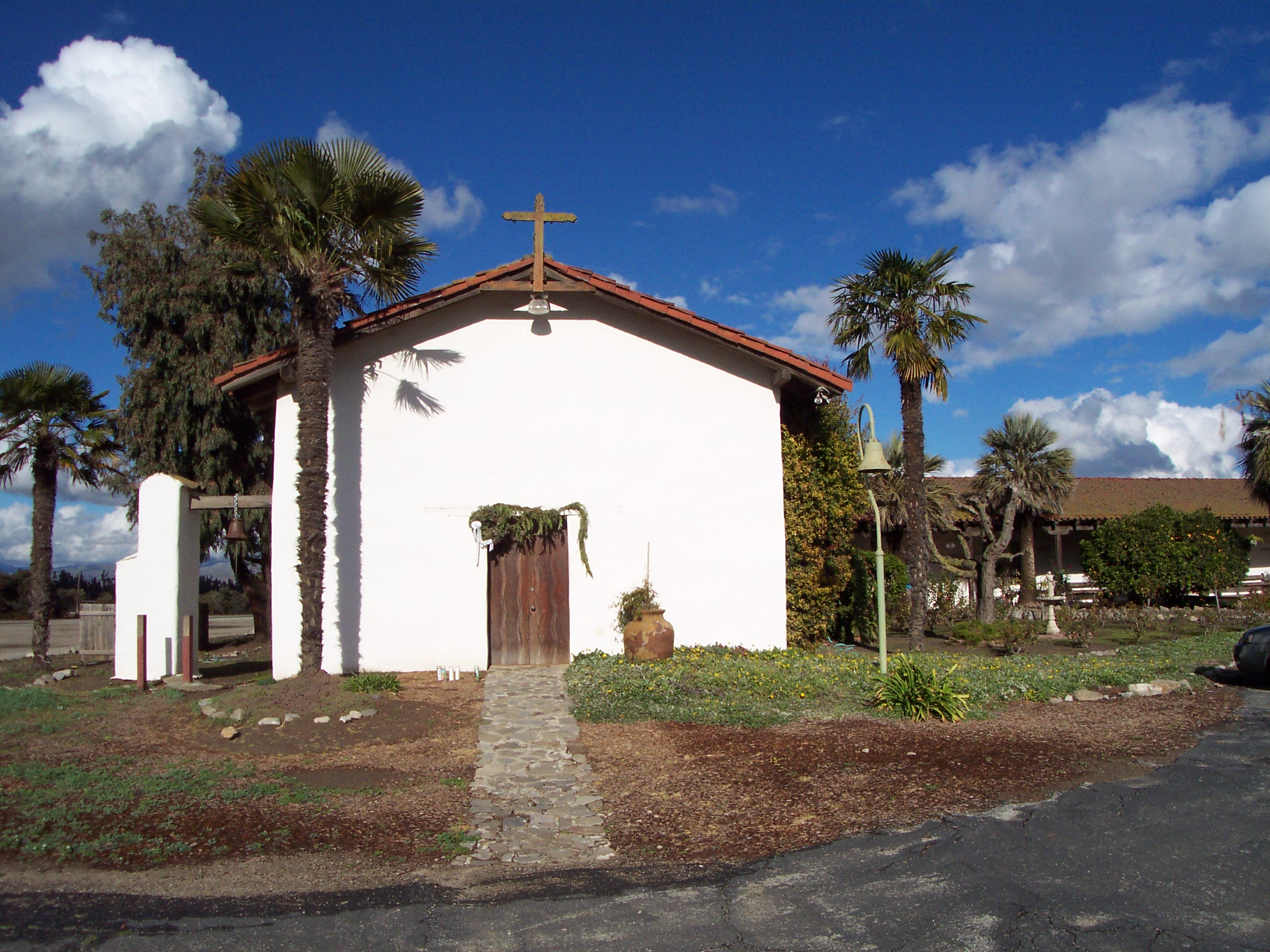
ソレダード - ソレダード伝道所